# Saeed Al-Mowalad
Saeed Al-Mowalad, né le 9 mars 1991 à Djeddah en Arabie saoudite, est un footballeur international saoudien. Il évolue au poste d'arrière droit avec le club d'Al-Ettifaq.

## Biographie

### En club
Il joue 17 matchs en deuxième division portugaise avec l'équipe du SC Farense.

### En équipe nationale
Il joue son premier match officiel en équipe d'Arabie saoudite le 13 novembre 2014, contre le Qatar (match nul 1-1). Ce match rentre dans le cadre de la Coupe du Golfe des nations 2014. L'Arabie saoudite atteint la finale de cette compétition, en étant battue par le Qatar (1-2).

## Palmarès
- Finaliste de la Coupe du Golfe des nations 2014 avec l'équipe d'Arabie saoudite
- Finaliste de la Coupe du Roi des champions d'Arabie saoudite en 2017 avec l'Al-Ahli Djeddah